# Esperante
Esperante (oficialmente San Cibrao de Esperante) es una parroquia española del municipio de Golada, perteneciente a la provincia de Pontevedra, en la comunidad autónoma de Galicia.

## Historia
Hacia mediados del siglo XIX, la parroquia, ya por entonces perteneciente a Golada, tenía contabilizada una población de 95 habitantes. Aparece descrita en el séptimo volumen del Diccionario geográfico-estadístico-histórico de España y sus posesiones de Ultramar de Pascual Madoz con las siguientes palabras:

ESPERANTE (San Ciprian de): felig. en la prov. de Pontevedra (12 leg.), part. jud. de Lalin (1), dióc. de Lugo (8), ayunt. de la Golada. sit. á la der. del r. Arnego, con buena ventilacion y clima sano. Tiene unas 15 casas en la ald. de su nombre y en la de Penela. La igl. parr. (San Ciprian) es aneja de la de San Mamed de Lamas, con la cual confina y con Villarino. El terreno en lo general llano es de buena calidad. prod.: trigo, centeno, maiz, legumbres, vino, castañas, nueces, hortaliza y frutas: se cria ganado vacuno, de cerda, lanar y cabrio; hay caza y pesca de varias clases. pobl.: 15 vec. y 95 alm. contr.: con su ayunt. (V.)
(Madoz, 1847, p. 567)

En 2022, tenía empadronados 62 habitantes.